# ميكروستوما فلوكوسم
ميكروستوما فلوكوسم أو صغيرة الفم المخصلة نوع من فطور Sarcoscyphaceae المنتمية إلى عائلة الفطور الفنجانية فنجانية المميزة بشكلها القمعي العميق الجسد القرمزي الفاكهي ذو الأشعار البيضاءالخارجية، تتواجد في الولايات المتحدة وآسيا، ينمو على الأغصان المدفونة بشكل جزئي وأغضان أشجار السنديان.